# Connettivite mista
Per connettivite mista, abbreviata come CM, nota anche come malattia mista del tessuto connettivo (abbreviata MMTC, a volte anche MCTD per via dell'acronimo in inglese di Mixed Connective Tissue Disease) in campo medico, si intende una sindrome con manifestazioni miste e con la presenza di elevata concentrazione di anticorpi anti-U1 RNP.

## Storia
La prima volta che venne descritta questa malattia fu nel 1971

## Diagnosi
Nel corso del tempo si sono avute diverse classificazioni di diagnosi a seconda della presenza di particolari sintomi e segni clinici:
- Comparsa di mialgie, miosite
- Comparsa di poliartralgie, artrite
- Fenomeno di Raynaud presente
- Interessamento polmonare
- Ipergammaglobulinemia

Inoltre si effettua la misurazione degli anticorpi anti-U1-RNP che rileva un'elevata presenza, una esofagomanometria è utile per comprendere l'interessamento esofageo.
Le 3 classificazioni dei criteri diagnostici sono:
- Sharp (1987), dove per la diagnosi occorre la presenza di almeno 4 fattori diagnostici,
- Kasukana (1987), dove per la diagnosi occorre un sintomo comune a cui si aggiunge uno di malattia correlata (LES)
- Alarcon-Segovia (1987), dove per la diagnosi occorre la presenza di almeno 4 fattori diagnostici e fra essi indica anche l'acrosclerosi mentre esclude un possibile coinvolgimento polmonare.

## Sintomatologia
Fra i sintomi e i segni clinici ritroviamo ispessimento della cute, comparsa di edema alle mani, artralgie e fenomeno di Raynaud le più comuni, che ripercorrono i criteri diagnostici.
Molte le zone del corpo colpite e per questo la manifestazioni sono eterogenee, altre manifestazioni includono febbre e linfoadenopatia.

## Eziologia
Le cause sono sconosciute, si sospetta un'eziologia di origine immunitaria.

## Prognosi
La prognosi solitamente è buona, tuttavia in caso di complicanze a livello renale o cardiaco peggiora notevolmente. Si arriva alla morte nel caso di comparsa di ipertensione polmonare.